# Mar Chiquita
Pour l’article homonyme, voir Laguna de Mar Chiquita.
La Mar Chiquita (de Córdoba), est un grand lac salé qui se trouve au centre de l'Argentine, au nord-est de la province de Córdoba.
C'est le plus grand lac d'Argentine. D'autre part c'est un des plus grands lacs salés endoréiques de la terre.

## Situation
Il est proche des frontières des provinces de Santa Fe et de Santiago del Estero (cette dernière ayant revendiqué la moitié nord jusqu'à ce que des accords interviennent fin du XXe siècle, Santiago del Estero acceptant que ses revendications se limitent à l'extrême nord des terres inondées pendant les crues).

## Alimentation du lac
Sa surface est variable selon les cycles séculaires de sècheresse-humidité, de sorte que l'extension minimale historiquement enregistrée fut de 1 984 km2. Depuis 1980, la superficie de la lagune tourne autour de 6 000 km2.
La Mar Chiquita est au centre d'un vaste bassin endoréique dont les principaux tributaires sont : le río Dulce (qui porte aussi le nom de Salí, Míshqui Mâyu, et Petri, d'après le lieu où il coule), le río Primero ou río Suquía et le río Segundo. Le río Dulce amène ses eaux du nord-ouest depuis Tucumán, les ríos Primero et Segundo le font depuis le sud-ouest, c'est-à-dire depuis les Sierras de Córdoba. Ces affluents forment des « bañados » (zones humides ou marécages) avant de se jeter dans la Mar Chiquita. L'extension de ces marécages, importante surtout dans la zone nord du lac (zone appelée Bañados del Petri), atteint environ 10 000 km2. Mais ces apports fluviaux sont insuffisants pour justifier l'étendue du lac. Un autre apport d'eau important se fait par voie souterraine : effectivement le lac est en grande partie un affleurement de l'aquifère Guarani.
Les précipitations moyennes dans la région sont de 758 mm et la température moyenne annuelle de 18,5 °C. L'évaporation y est intense du fait du climat chaud et renforcée par les vents importants dans cette immense plaine sans grande protection.

## Quelques chiffres
La salinité de l'eau a varié au cours du siècle dernier de 28,7 à 270,7 grammes par litre (Williams 1993), c’est-à-dire de 2,87 % à 27,07 %.
Profondeur maximale actuelle : 19 mètres
Altitude moyenne de la surface : 70–71 m.
Superficie actuelle : environ 6 000 km2
Volume d'eau = environ 100 milliards de mètres cubes, soit 100 kilomètres cubes.
Les analyses de l'eau effectuées par le C.I.Q.A.P.A., organisme de l'Université catholique de Córdoba, ont donné en moyenne les résultats suivants :
- Résidu sec : 78,7 g/l
- Potentiel hydrogène (pH) : 8
- Teneur en sodium (Na) : 28,2 g/l
- Teneur en potassium (K) : 283 mg/l
- Teneur en calcium (Ca) : 528 mg/l
- Teneur en magnésium (Mg) 360 mg/l
- Teneur en lithium (Li) : 10 mg/l
- Teneur en fer (Fe) < 1 mg/l
- Teneur en mercure (Hg) : < 0,01 mg/l
- Teneur en chlorures : 36,9 g/l
- Teneur en sulfates : 11,9 g/l

## Importantes variations de salinité

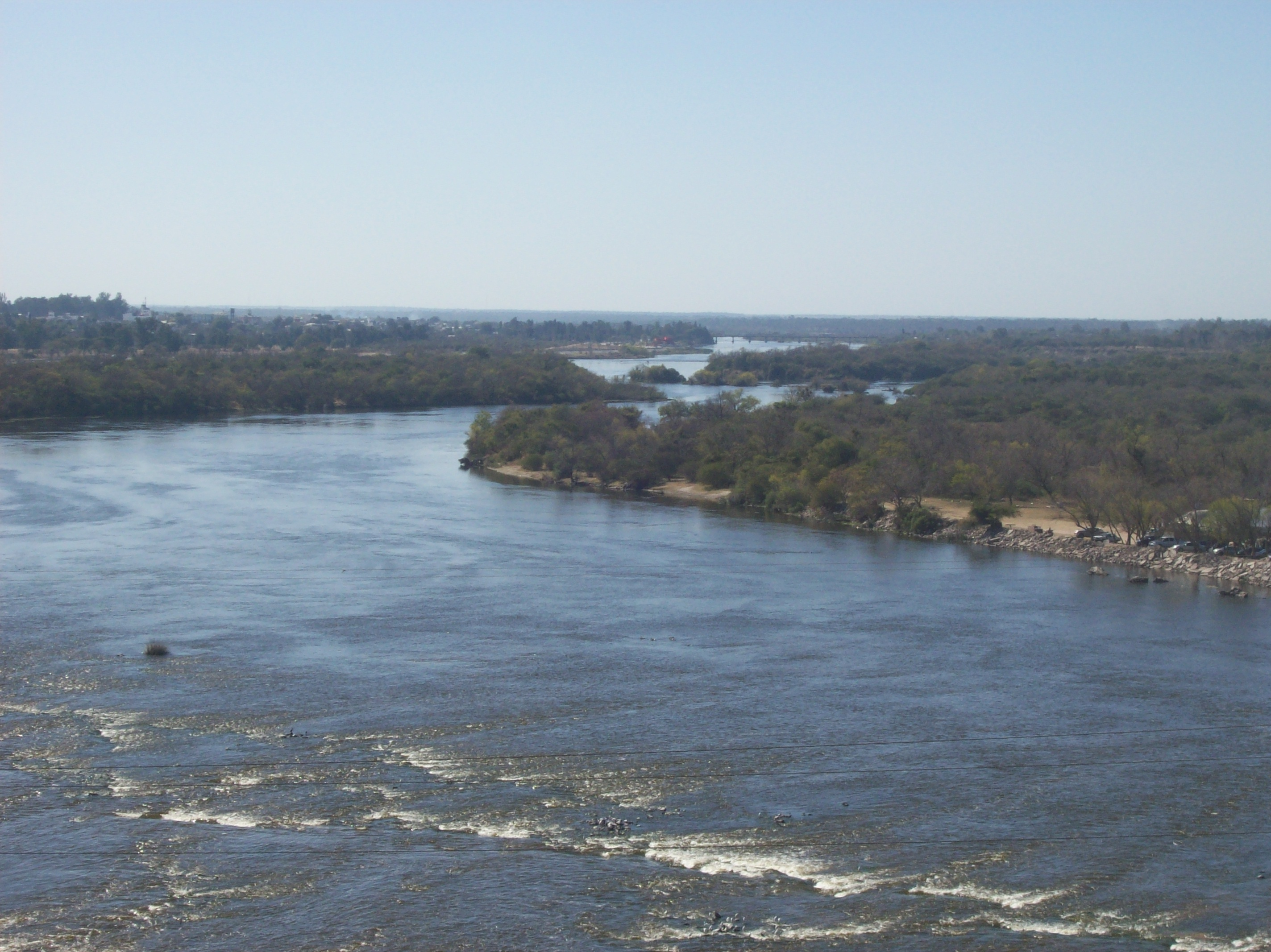
Le río Dulce, principal tributaire.

Les précipitations dans les régions drainées par le río Dulce, principal affluent de la Mar Chiquita, sont très variables. Donc le débit du fleuve l'est tout autant, ainsi que les quantités d'eau douce qu'il lui fournit.
Ainsi les débits moyens du Río Dulce, relevés à Los Quiroga en amont de Santiago del Estero à près de 400 km de son embouchure dans le lac, étaient les suivants :
- Période de 10 ans 1977-1986 : 146 m3/s
- Période précédente de 9 ans 1968-1976 : 50 m3/s
- dont période de 6 ans 1968-73 : 39 m3/s
- et dont période de 3 ans 1974-76 : 98 m3/s

Or Los Quiroga est très éloignée de la Mar Chiquita et la rivière perd beaucoup de volume tout au long de son trajet, soit par infiltration dans le sous-sol, alimentant ainsi l'aquifère Guarani, soit dans des marais par évaporation (intense en ces régions), soit encore par l'utilisation par l'homme en agriculture irriguée ou besoins domestiques et industriels.
Si bien qu'il faut compter un débit diminué d'au moins 30 à 40 m3/s à l'embouchure du Río Dulce.
Ce qui fait que l'apport de cette rivière est passé de près de zéro à environ 130 m3/s entre la fin des années 1960 et la période 1977-1986, c’est-à-dire 41 milliards de mètres cubes en dix ans pour le seul río Dulce, débitqu'il faut multiplier par deux au moins pour les autres affluents et apports. Cette situation a fait que le niveau du lac s'est élevé de neuf mètres entre ces deux périodes et que la salinité a diminué de 275 à 29 grammes par litre, ce qui constitue une variation énorme en peu de temps.

## Hémicycles humidité-sècheresse

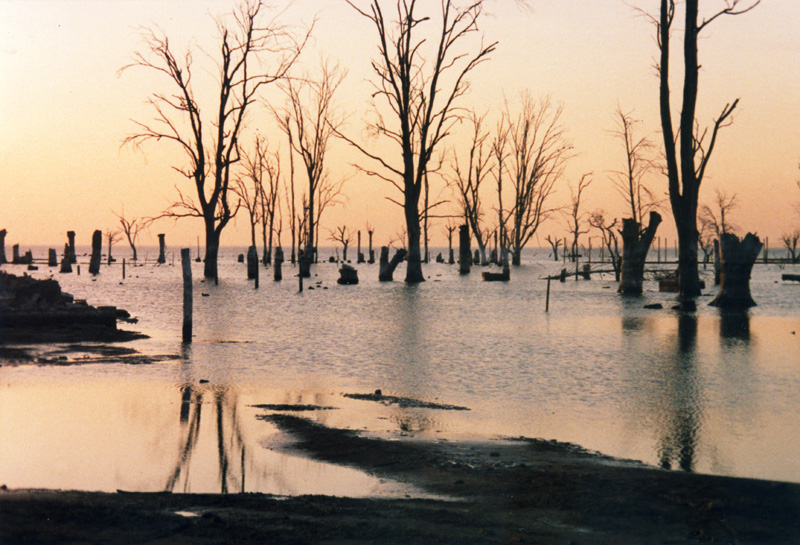
Montée des eaux de la Mar Chiquita en 1989.

Les variations de débit des affluents de la Mar Chiquita ne se déroulent pas de manière aléatoire. Le grand naturaliste Florentino Ameghino a en effet mis en évidence des cycles longs humidité-sècheresse de 100 ans, dont 50 pour l'hémicycle humide et autant pour l'hémicycle sec. Or on considère que le dernier hémicycle humide a débuté en 1973 et devrait se prolonger jusque vers 2022 (hémicycle de 50 ans).
Pendant la période allant de 1923 à 1973, le bassin endoréique de la Mar Chiquita a eu tendance à se dessécher (tout comme la pampa par ailleurs) et donc la salinité du grand lac a augmenté fortement sous l'effet de l'évaporation non compensée par des apports d'eau. De même son niveau a baissé. Mais depuis 1973-74, la situation s'est inversée et en quelques années le niveau a sérieusement monté faisant chuter la salinité.
Si on considère les chiffres exposés plus haut concernant le Río Dulce, on constate que les années 1968-73 ont un débit minime mais que le débit moyen pour les trois années suivantes a puissamment augmenté. Ces chiffres sont très révélateurs du changement de demi-cycle et de la justesse des observations d'Ameghino.

## Protection
Une première aire protégée est créée en 1994 sous le nom de reserva de uso múltiple Bañados del Río Dulce y Laguna de Mar Chiquita (réserve d'usage multiple marais du río Dulce et lagune de Mar Chiquita). Depuis 2002, la réserve est reconnue site Ramsar pour l'importance de sa biodiversité. En 2022, elle obtient le statut de parc national sous le nom de parc national Ansenuza (es), sur une superficie de 6 614 km2 entièrement dans la province de Córdoba.

## Faune et flore
Elles sont toutes deux fort variables en fonction du niveau des eaux et surtout de sa teneur en sel.

### Conséquences de la montée des eaux
En conséquence de la hausse du niveau de l'eau, les îles avec des plages propices pour la reproduction des flamants furent inondées. Les flamants austraux, très abondants jusqu'alors interrompirent leur nidification à partir de 1977. Bien que les adultes continuèrent à être présents dans la région, on ne vit plus de nids jusqu'en 1992. À ce moment les eaux se stabilisèrent, on vit réapparaitre les îles aux plages propices et les flamants recommencèrent à nidifier.
Quant à la salinité de l'eau, bien des êtres vivants habitués à l'eau salée peuvent disparaître lorsqu'elle baisse ; en même temps des poissons peuvent envahir l'eau et rivaliser avec les flamants pour la nourriture. 
Ainsi le micro-crustacé du genre Artemia, l'espèce la plus abondante dans les eaux, a complètement disparu. Par contre le changement des conditions du milieu a permis que le lac soit envahi par le « pejerrey » (nom local d'un poisson de la famille des atherinopsidae, l'odontesthes bonariensis), une espèce à bon rendement commercial.

### Espèces actuelles

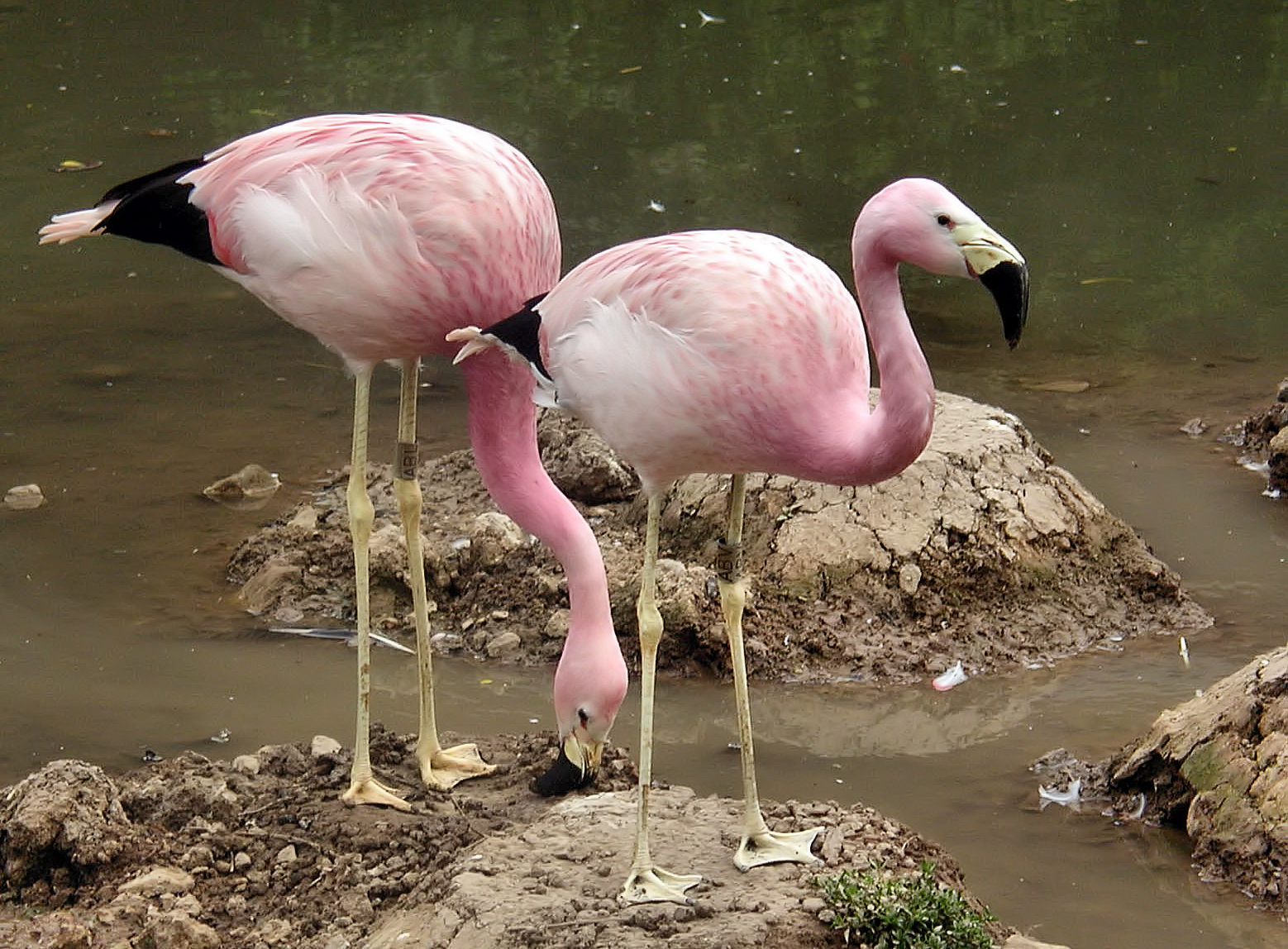
Flamants des Andes.

Bien que constituant en soi un écosystème unique, le lac de Mar Chiquita se trouve dans le secteur le plus méridional du Gran Chaco austral, là où le biome du Chaco se transforme en celui de la Pampa. La végétation de ses côtes est halophile (c’est-à-dire vivant sur sol salé) mais, très rapidement en s'éloignant des rives, on rencontre des bois naturels de chañars (ou Geoffroea decorticans, arbuste à fruits de la famille des papillonidées), de quebrachos, et des îlots de palmiers.
L'avifaune est extrêmement abondante, avec non moins de 350 espèces (c'est l'endroit d'Argentine où l'on rencontre le plus d'espèces d'oiseaux, 25 % du total des espèces autochtones). On peut y admirer les grandes bandes de flamants, diverses espèces de canards, des hérons, des poules d'eau, des perroquets loros, ainsi que des oiseaux migrateurs comme le faucon pèlerin qui arrive en décembre depuis l'Alaska etc.
Dans ses eaux on trouve des ragondins (appelés localement coipos ou quillás), et on a réintroduit des caïmans yacarés.
Tout cela a amené les autorités à constituer une réserve provinciale, comprenant la majeure partie du lac de Mar Chiquita ainsi que les bañados du Río Dulce. Le projet ou l'intention de transformer cette réserve en Parc National existe également.

## Tourisme

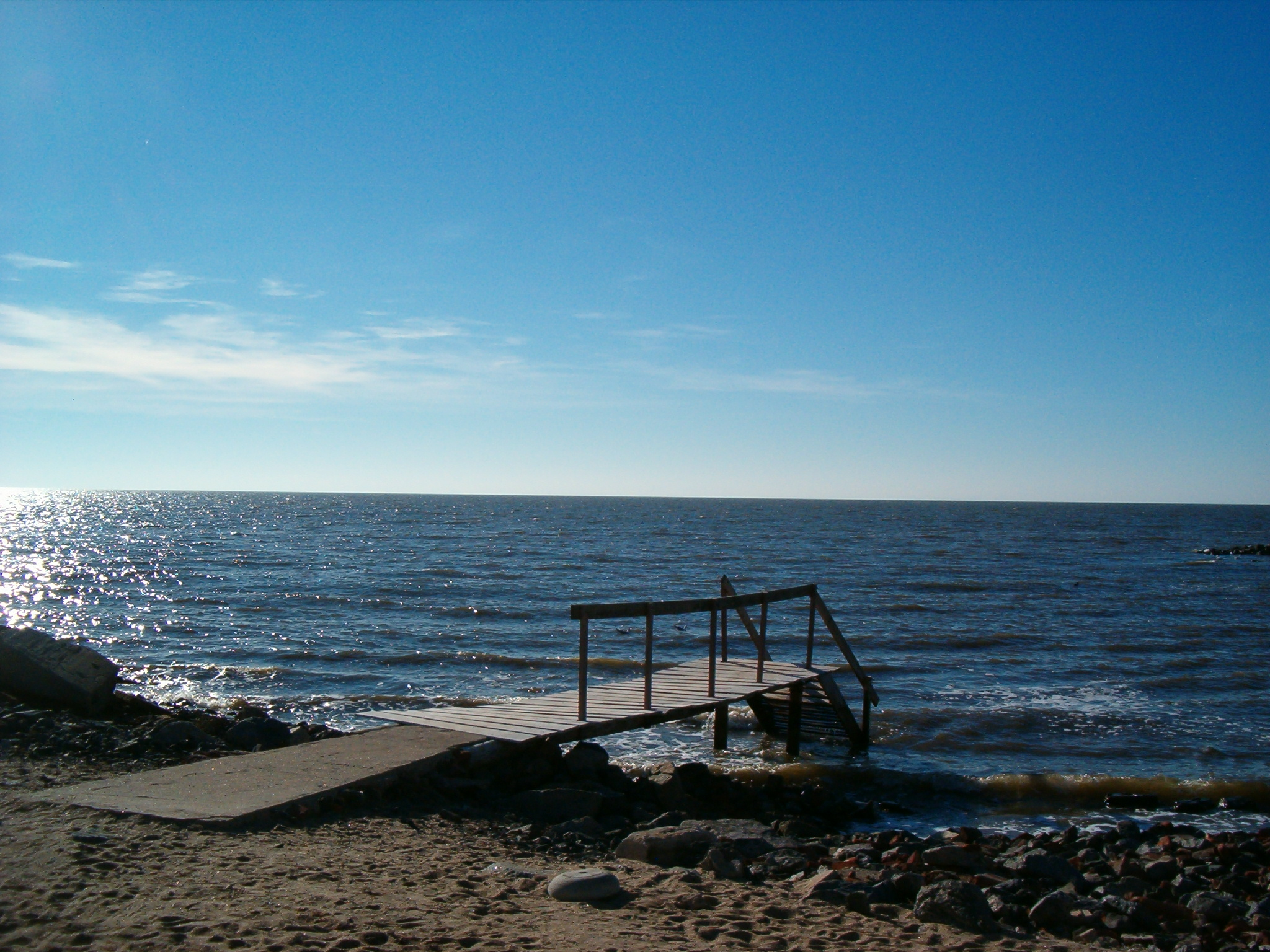
La côte de Miramar.

Le lac Mar Chiquita est une zone touristique encore peu connue et non exploitée de façon satisfaisante comme son potentiel le permettrait. Elle a un véritable aspect de mer intérieure (le vent provoque des vagues élevées), des paysages impressionnants et un climat très agréable.
Les côtes occidentales et septentrionales sont pratiquement inhabitées car extrêmement peu élevées donc sujettes aux inondations ; pour cette raison elles présentent des paysages naturels vierges et fort difficiles d'accès.
En revanche sur toute la côte sud des localités dont les ressources sont liées au tourisme se sont développées : Miramar, Balnearia, Marrull, La Para, Altos del Chipión etc.
À l'est on peut visiter l'antique cité de Morteros (fondée comme fortin au XVIIe siècle et constituant un but d'excursion).